# Louis Glass
Louis Christian August Glass, né le 23 mars 1864 à Copenhague – mort le 22 janvier 1936 dans la même ville, est un compositeur danois. Il a été l’élève de Niels Wilhelm Gade.

## Œuvres
Il est l'auteur de six symphonies, écrites entre 1893 et 1926, et des pièces de musique de chambre, dont quatre quatuors à cordes, un sextuor à cordes, un trio avec piano, un quintette avec piano et divers sonates pour instruments.

## Source
- (en) Cet article est partiellement ou en totalité issu de l’article de Wikipédia en anglais intitulé « Louis Glass » (voir la liste des auteurs).